# Rodolphe Jaeger
Pour les articles homonymes, voir Jaeger.
Rodolphe Jaeger, né le 22 avril 1920 à Strasbourg et mort pour la France le 13 septembre 1944 à Vittel, est un militaire et résistant français, Compagnon de la Libération. Soldat des troupes coloniales, il décide de se rallier à la France libre en 1940 et combat en Afrique et au Proche-Orient. Participant à la libération de la France au sein de la 2e division blindée du général Leclerc, il est tué au combat lors de la bataille des Vosges

## Biographie

### Jeunesse et engagement
Rodolphe Jaeger naît le 22 avril 1920 à Strasbourg. Après sa scolarité, il décide de s'engager dans l'armée et est affecté en mai 1938 au régiment d'infanterie coloniale du Maroc. En juillet 1939, il est envoyé à sa demande au Levant et rejoint les rangs du bataillon de marche d'infanterie coloniale qui, trois mois plus tard, devient le 1er bataillon du 24e régiment d'infanterie coloniale (14e RIC).

### Seconde Guerre mondiale
Toujours en poste au Liban lorsqu'est prononcé l'armistice du 22 juin 1940, Rodolphe Jaeger refuse celui-ci et se joint à la centaine d'hommes qui, sous l'égide de Raphaël Folliot, fuit vers la Palestine pour rejoindre les troupes britanniques. Transférés en Égypte, les hommes du 24e RIC renforcés par d'autres français, forment le 1er bataillon d'infanterie de marine. Au sein de cette unité, Rodolphe Jaeger prend part à la guerre du désert en Libye où , jusqu'en avril 1941, il combat les troupes italiennes notamment lors de la bataille de Sidi Barrani puis du siège de Tobrouk. De retour en Palestine pour une période de repos et d'entraînement, il est cité à l'ordre de l'Armée et reçoit la Croix de la Libération des mains du général de Gaulle puis est muté à la 1re compagnie de chars de la France libre commandée par Jean Volvey. Il participe alors à la campagne de Syrie en juin 1941 et est promu caporal en janvier 1942.
Intégrés à la colonne volante du commandant Rémy, Rodolphe Jaeger et son unité participent à la seconde bataille d'El Alamein à l'automne 1942 puis à la campagne de Tunisie au début de l'année 1943. Tireur à bord d'un Crusader, il parvient à détruire un char ennemi lors de la bataille de Médenine et reçoit une citation à l'ordre de la division. La colonne volante ayant fusionné avec la colonne général Leclerc pour former la Force L, cette dernière devient à son tour la 2e division blindée (2e DB) au Maroc en mars 1943. En son sein, la compagnie de chars de Rodolphe Jaeger devient le 501e régiment de chars de combat (501e RCC). Promu brigadier-chef en avril 1944 alors que la 2e DB est déplacée en Angleterre, il devient sergent trois mois plus tard. Tireur puis chef de char M4 Sherman, il débarque sur Utah Beach avec la division en août 1944 et combat à la bataille de Normandie au cours de laquelle il est blessé, le 15 août, à Écouché. Suivant l'avancée de la 2e DB, il participe ensuite à la libération de Paris puis se dirige vers les Vosges.
Le 13 septembre 1944, à Dombrot-le-Sec, il effectue une reconnaissance en-dehors de son blindé et est touché par un tir d'artillerie. Grièvement blessé, Rodolphe Jaeger est transporté à Vittel où il meurt de ses blessures. Il est inhumé à la nécropole nationale de Strasbourg-Cronenbourg.

## Décorations
|  |  |  |  |  |  |
|  |  |  |  |  |  |

| Chevalier de la Légion d'honneur                                   | Chevalier de la Légion d'honneur                                   | Chevalier de la Légion d'honneur                                   | Compagnon de la Libération Par décret du 7 mars 1941               | Compagnon de la Libération Par décret du 7 mars 1941               | Compagnon de la Libération Par décret du 7 mars 1941               | Médaille militaire                                        | Médaille militaire                                        | Médaille militaire                                        |                                                           |                                                           |                                                           |
| Croix de guerre 1939-1945 Avec trois palmes et une étoile d'argent | Croix de guerre 1939-1945 Avec trois palmes et une étoile d'argent | Croix de guerre 1939-1945 Avec trois palmes et une étoile d'argent | Croix de guerre 1939-1945 Avec trois palmes et une étoile d'argent | Croix de guerre 1939-1945 Avec trois palmes et une étoile d'argent | Croix de guerre 1939-1945 Avec trois palmes et une étoile d'argent | Médaille coloniale Avec agrafes "Cyrénaïque" et "Tunisie" | Médaille coloniale Avec agrafes "Cyrénaïque" et "Tunisie" | Médaille coloniale Avec agrafes "Cyrénaïque" et "Tunisie" | Médaille coloniale Avec agrafes "Cyrénaïque" et "Tunisie" | Médaille coloniale Avec agrafes "Cyrénaïque" et "Tunisie" | Médaille coloniale Avec agrafes "Cyrénaïque" et "Tunisie" |

## Hommages
- La 157e promotion de l'école nationale des sous-officiers d'active a été baptisée en son honneur[4].